# إيلينا فيشر
إيلينا فيشر (بالإنجليزية: Elena Fisher)‏ هي شخصية خيالية من سلسلة أنشارتد، من تطوير نوتي دوغ. ظهرت إيلينا في الأجزاء الأربعة الرئيسية للسلسلة: أنشارتد: دريك فورتشن وأنشارتد 2: أمونغ ثيفز وأنشارتد 3: دريكز ديسبشن وأنشارتد 4: نهاية لص. حيث هي شخصية قابلة للعب لمدة قصيرة في جزئين من السلسلة. إيلينا هي زوجة بطل اللعبة نايثن دريك حيث تصاحبه في مغامراته، كما أنها صحفية ومراسلة. أدت صوتها الممثلة إميلي روز كما قامت بألتقاط حركاتها أيضاً (Motion capture).
إيلينا كانت بالأصل سوداء الشعر ولها ذقن مدور بعض الشيء. لكن نوتي دوغ جعلها شقراء مع ذقن رفيع قبل إصدار الجزء الأول. هي امرأة مستقلة وقوية ومهمة بقدر بطل اللعبة ناثان. الاستقبال لإلينا كان إيجابياً في الغالب. وصفت بأنها واحدة من أقوى الشخصيات الأنثوية في ألعاب الفيديو. وتم مدح تساويها مع الشخصيات الذكرية. مع ذلك، الشخصية جذبت بعض الانتقادات لقدراتها القتالية الغير واقعية. إلينا لفتت الإنتباه لها بسبب جاذبيتها، حيث تعد من أكثر شخصيات الألعاب جاذبية.